# Nauru

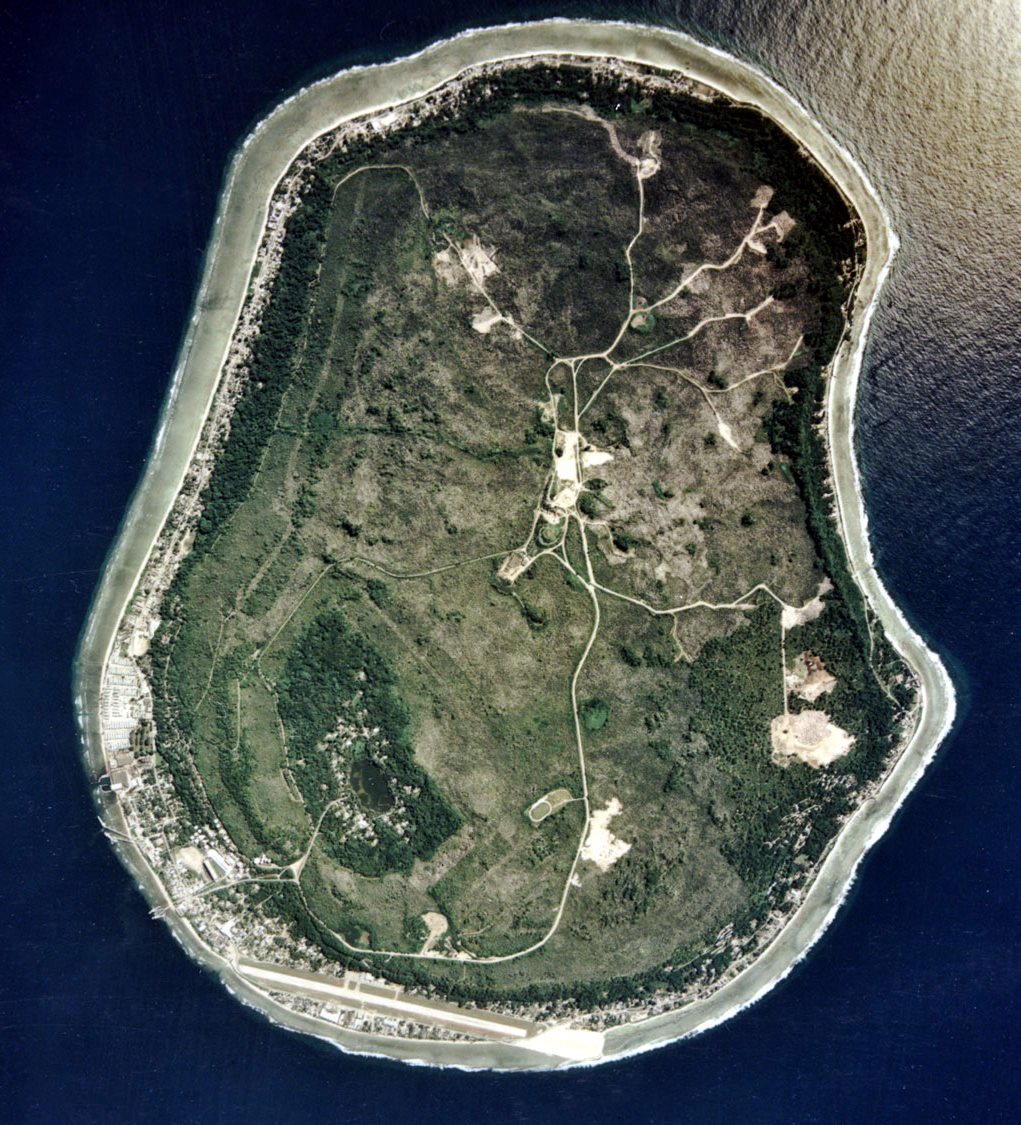
Satellietfoto van Nauru

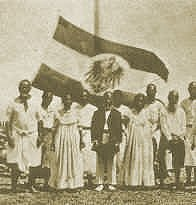
Duitse annexatie van Nauru in 1888

Nauru (uitspraak: [naˈuru]; Nauruaans: Naoero), officieel de Republiek Nauru (Nauruaans: Republik Naoero, Engels: Republic of Nauru), is een eilandstaat en republiek in Micronesië in de Grote of Stille Oceaan. Het dichtstbij gelegen land is het eiland Banaba in Kiribati, 300 kilometer ten oosten van Nauru. Het eiland ligt ten noordwesten van Tuvalu, ten noorden van de Salomonseilanden, ten noordoosten van Papoea-Nieuw-Guinea, ten zuidoosten van Micronesia en ten zuiden van de Marshalleilanden. Met 11.000 (2020) inwoners (Nauruanen) en een oppervlakte van 21 km² (ongeveer half zo groot als het Waddeneiland Schiermonnikoog) is Nauru de kleinste republiek en de kleinste eilandstaat ter wereld en het kleinste land van Oceanië. Nauru is het op twee na kleinste land ter wereld, na Vaticaanstad en Monaco.
Het eiland werd bewoond door Micronesiërs en Polynesiërs in 1000 v.Chr., maar geannexeerd als een kolonie door het Duitse Keizerrijk in de late 19e eeuw. Na de Eerste Wereldoorlog werd Nauru een mandaatgebied van de Volkenbond dat werd bestuurd door Australië, Nieuw-Zeeland en het Verenigd Koninkrijk. Tijdens de Tweede Wereldoorlog werd Nauru bezet door Japanse troepen. Het eiland werd op 31 januari 1968 onafhankelijk van Australië.
Nauru heeft geen hoofdstad, maar de regeringsgebouwen en internationale luchthaven bevinden zich in het zuidelijke district Yaren, dat 800 inwoners telt.

## Geografie en situering
Het eiland is een opgeheven atol met een oppervlakte van 21 km² en is ongeveer ovaalvormig. Het ligt op de evenaar, ten noordwesten van Tuvalu, ten noordoosten van de Salomonseilanden, en ten zuidwesten van Kiribati. Het land moet vrijwel alle voedingsmiddelen importeren omdat productie op het eiland niet goed mogelijk is. Het enige belangrijke exportproduct zijn fosfaten, die echter grotendeels uitgeput zijn. Er is 4 km spoorlijn om de fosfaten af te voeren. Verder is het wegennet 30 km, waarvan 24 km verhard. De belangrijkste weg is een ringweg rondom het eiland.
Het hoogste punt van het land, Command Ridge, is 71 meter hoog. Aan de westkant van het eiland is een kleine zeehaven in aanbouw.
Nauru telt 14 districten en verspreid over het eiland zijn er meer dan 14 kleine dorpjes. Bijna alle dorpjes op Nauru liggen aan de kust, behalve het dorp Arenibek, dat aan de Buadalagune ligt. Nauru heeft geen rivieren, maar er zijn wel diverse kleine kanalen. Het enige meertje is de lagune van Buada. Er zijn twee hotels in het land: het Menen Hotel is in Meneng en het OD-N-Aiwo Hotel ligt in Aiwo.

## Geschiedenis
Nauru werd oorspronkelijk bevolkt door Polynesische en Melanesische kolonisten. De eerste Europeaan die het eiland bezocht was de Engelse walvisvaarder John Fearn, in 1798. Nauru bleef zelfstandig, geregeerd door een koning (de bekendste was Auweyida), totdat het in 1888 door de Duitsers werd geannexeerd en deel werd van Duits-Nieuw-Guinea.
Na de Eerste Wereldoorlog werd Nauru lid van de volkenbond, in 1918 werd het links rijden ingevoerd en vanaf 1920 werd het beheerd door Australië.
Van 26 augustus 1942 tot 13 september 1945 werd Nauru door Japan bezet.
In 1947 werd een overeenkomst gesloten met de Verenigde Naties waarin werd bepaald dat Nauru in 1968 zelfstandig zou worden. De eerste president van het land was Hammer DeRoburt. Hij startte een politiek om de Nauruaanse cultuur te beschermen. Niet-Nauruanen werd verboden om zich op het eiland te vestigen, terwijl hij met de fosfaatinkomsten het eiland voor Nauruanen tot een luilekkerland maakte, opdat ze niet zouden emigreren. Nauru is lid van het Gemenebest van Naties en werd lid van de Verenigde Naties in 1999.
In het begin van de twintigste eeuw startte het ontginnen van fosfaten op het eiland. Dit maakte in de loop der tijden Nauru steeds welvarender, tot het eiland het hoogste gemiddelde inkomen per hoofd van de bevolking had. Bewoners betaalden geen belastingen en werden voor medische verzorging gratis naar Australië gevlogen. Ieder gezin kreeg een deel van de fosfaatopbrengsten. In de jaren 80 en 90 bleek dat de fosfaatvoorraden niet onbeperkt waren. Grote delen van Nauru waren omgeploegd tot maanlandschap, en ten slotte moest zelfs de grond rondom de ambtswoning van de president eraan geloven.
De regering trachtte door middel van investeringen en een gunstig fiscaal beleid voorzieningen voor offshorevennootschappen te treffen. Nauru kampte echter met het meervoudige nadeel van de grote afstand tot de belangrijke markten, het gebrek aan ervaring kennis voor ingewikkelde financiele regelgeving, het ontbreken van een geschoold kader, en concurrentie met andere belastingparadijzen. Hierdoor ontwikkelde Nauru zich tot een belastingparadijs dat criminelen aantrok en witwassen faciliteerde. De investeringen bleken echter minder lucratief dan men had gehoopt, terwijl Nauru aan aanhoudende druk van de OESO blootstond om het fiscale regime te herzien. Dit is gebeurd maar leidde tot het vertrek van de investeerders. Dit kan overigens geen grote ramp zijn geweest daar het BBP van Nauru ook tijdens deze periode gestadig daalde; de financiele diensten waren hoe dan ook nooit de economische motor geweest waarop de regering hoopte. Inmiddels is een Australisch asielzoekerscentrum de voornaamste bron van inkomsten. Qua inkomen per hoofd van de bevolking neemt Nauru nu op de wereldranglijst een beduidend bescheidener plaats in. Diversifiering van de economie is een grote uitdaging voor de Nauruaanse regering.
Het eiland kwam wereldwijd in het nieuws toen het op 15 en 16 december 2009 als vierde land de onafhankelijkheid van de afvallige Georgische regio's Abchazië en Zuid-Ossetië officieel erkende. Dit gebeurde op aandringen van Rusland, volgens veel berichten in ruil voor 50 miljoen Amerikaanse dollar aan steun.
In januari 2024 knoopte het land diplomatieke relaties aan met China, en verbrak het de relaties met Taiwan.

## Politiek
Nauru is een republiek met aan het hoofd een president die ook de regeringsleider is. Het Parlement van Nauru telt 18 leden, vier leden die de Kieskring Ubenide vertegenwoordigen en twee leden voor elk van de overige zeven kieskringen. De president wordt door het parlement verkozen.
De huidige president van Nauru is David Adeang, die op 30 oktober 2023 Russ Kun opvolgde.

## Demografie
58% van de inwoners is Nauruaans, 26% overig Oceanisch, 8% Chinees en 8% Europeaan. De levensverwachting vanaf de geboorte is voor het mannelijke geslacht 59,2 jaar, tegenover 66,5 jaar voor het vrouwelijke geslacht. Deze relatief lage levensverwachtingen komen niet door armoede op het eiland, maar door de slechte levensgewoonten die veel Nauruanen hebben. Rond de 90% van de Nauruanen kampt met overgewicht en ongeveer 31% van de bevolking is diabetespatiënt. De pensioensgerechtigde leeftijd is, samenhangend hiermee, op Nauru slechts 55 jaar.

## Economie

### Economische kwetsbaarheid
Door de inkomsten uit het vluchtelingencentrum heeft de Nauruaanse economie een comeback gemaakt, waardoor het hoofdelijk inkomen weer boven het wereldgemiddelde ligt. Dit doet echter niet af aan het probleem dat de Nauruaanse economie vrijwel niet gediversificeerd is, en grotendeels leunt op Australische betalingen aan Nauru voor het gebruik van het centrum en de banen die dit centrum genereert. 
De economische problemen zijn veroorzaakt door zowel menselijke als natuurlijke factoren. Het eiland is klein waardoor het gevoelig is voor natuurrampen en economische fluctuaties. Een faillissement van een onderneming met 50 werknemers heeft in grotere landen weinig betekenis, in Nauru betekent dit dat dik 1% van de beroepsbevolking werkloos wordt. Een bijkomend probleem is de slechte gezondheid van de bevolking waardoor de economie een groot produktiviteitsverlies leidt. De geisoleerde ligging van het eiland brengt hoge transportkosten met zich mee, waardoor het voor Nauru erg moeilijk is concurrerend te zijn op de wereldmarkten. Het enige exportproduct, fosfaat, is uitgeput, en heeft het eiland onaantrekkelijk voor toeristen gemaakt. 

### Visrechten
Een andere belangrijke inkomstenbron is de verlening van visrechten in de naar verhouding enorme (300,000 km²) EEZ van Nauru.

### Buitenlandse overmakingen
Tijdens de economische crisis veroorzaakt door het opraken van de fosfaten, zijn veel Nauruanen in het buitenland (vooral Australie en Nieuw-Zeeland) gaan werken. Overmakingen uit het buitenland liepen op tot 12% van het BBP maar zijn met het toenemen van de werkgelegenheid op Nauru zelf sterk afgenomen.

### Toerisme

#### Inleiding
Wat veel eilanden in Oceanië drijvend houdt, is het toerisme. Er zijn echter weinig betrouwbare statistieken over het toerisme op de eilanden van Oceanië te vinden. Ook voor Nauru is dit het geval. De NBS geeft geen data over de toerismeactiviteit op het eiland. Volgens de ESCAP is het aantal internationale bezoekers naar Nauru erg laag. Het wordt geschat op ongeveer 700 bezoekers per jaar, waarvan het grootste deel uit zakenlui bestaat.
De Nauruaanse overheid heeft een Cultuur en Toerisme-sectie opgericht binnen het Departement van Eilandsontwikkeling en -industrie (DIDI), maar het geniet niet van de status en verantwoordelijkheden dat een nationaal bureau voor toerisme heeft. Het huidige toerisme op Nauru draagt nauwelijks bij aan de economische ontwikkeling van het eiland. De toeristen naar Nauru zijn vooral "nieuwsgierigheidtoeristen", en dit soort toeristen besteedt het minimale. Nauru is verder lid van de South Pacific Tourism Organisation (SPTO), en van de Universiteit van de Zuidelijke Grote Oceaan (USP).

#### Natuurlijke en culturele attracties

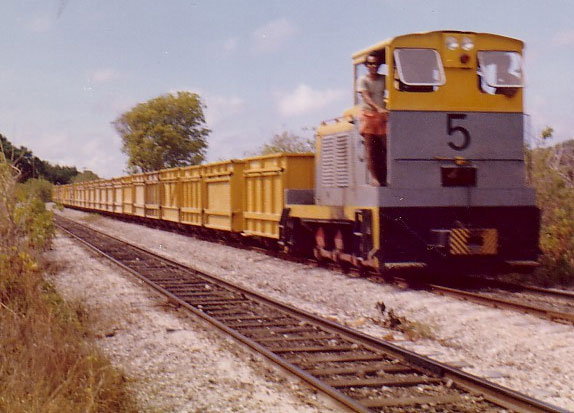
Fosfaattrein op weg naar Aiwo

Bijna twee derde van de landoppervlakte in Nauru bestaat uit kraters, gevormd door de fosfaatindustrie. Dit is voor het toerisme niet aantrekkelijk. Er waren overheidsplannen om de omgeving enigszins aantrekkelijker te maken, deze zijn echter nooit uitgevoerd. De smalle en groene strook aan de kust zou eventueel toeristen aan kunnen trekken, evenals de mogelijkheid om te duiken en snorkelen tussen het koraal. Een ander probleem voor het ontwikkelingen van toerisme is het vluchtelingencentrum, dat toeristen afschrikt. Daar komt ook de geisoleerde ligging van het eiland bij, wat de reistijd vergroot en de kosten opjaagt. Hierdoor kan Nauru niet goed concurreren met soortgelijke tropische eilandbestemmingen.
De Nauruaanse cultuur is zo goed als verdwenen en vervangen door Westerse cultuur. In Nauru is een nationaal museum, waar tevens traditionele ambachtsproducten worden verkocht. Ook kunnen toeristen in Nauru tijdens de (christelijke) feestdagen traditionele Nauruaanse dansvoorstellingen aanschouwen. In Nauru is een aantal wrakken van gevechtsvoertuigen en wapens uit de Tweede Wereldoorlog te bezichtigen, dat kan in het Nauru Military Museum.

### Financiële diensten
De tijd dat Nauru een belastingparadijs was, is voorbij. Voor zover banken terugkomen naar Nauru is dit ten behoeve van de lokale bevolking en niet voor offshore klanten. Nauru staat niet meer op de zwarte lijsten en wordt door de FATF als "compliant" aangemerkt in de stijd tegen witwassen en financiering van terrorisme.

## Bestuurlijke indeling

### Districten
Nauru is onderverdeeld in 14 districten. Elk district bevat een tot twee dorpen. Alle districten, uitgezonderd Buada, liggen aan de kust.
De districten zijn de volgende: Aiwo, Anabar, Anetan, Anibare, Baiti, Boe, Buada, Denigomodu, Ewa, Ijuw, Meneng, Nibok, Uaboe en Yaren.

### Kieskringen of kiesdistricten
Nauru is onderverdeeld in acht kieskringen. Dit zijn geen verdere onderverdelingen van districten, omgekeerd is het zo dat het ongebruikelijk is de districten naar kieskring in te delen. De onderverdeling in districten en die in kieskringen zijn dus weinig onderling afhankelijk, vergelijkbaar met de onderverdeling in zowel gewesten als gemeenschappen in België. Vijf van de kieskringen bestaan uit slechts een district.
- Aiwo (Aiwo)
- Anabar (Anabar, Anibare, Ijuw)
- Anetan (Anetan, Ewa)
- Boe (Boe)
- Buada (Buada)
- Meneng (Meneng)
- Ubenide (Baiti, Denigomodu, Nibok, Uaboe)
- Yaren (Yaren)

## Onderwijs
De alfabetiseringsgraad in Nauru is 96%. Onderwijs is verplicht voor kinderen tussen zes en zestien jaar oud en onderwijs wordt verder gegeven in twee extra niet-verplichte leerjaren. Er is een campus van de Universiteit van de Zuidelijke Grote Oceaan op Nauru. Voordat de campus in 1987 werd gebouwd moesten studenten in het buitenland studeren. Sinds 2011 is de Universiteit van New England, Australië aanwezig in Nauru. Ongeveer 30 Nauruaanse leraren studeren er voor een diploma in het onderwijs. Het project wordt geleid door hoofddocent Pep Serow en wordt gesubsidieerd door het Australische Departement van Buitenlandse Zaken en Handel.

## Volksgezondheid
Obesitas is een groot probleem op Nauru. Dit is veroorzaakt door gebrek aan lichaamsbeweging veroorzaakt door een gewijzigde levensstijl die de welvaart met zich meebracht, gecombineerd met een suikerrijk dieet. De economische problemen met het opraken van de fosfaten verergerden dit, doordat (geimporteerde) verse groenten en fruit relatief duur zijn terwijl suiker- en vetrijk voedsel relatief betaalbaarder zijn. Een gemiddelde Nauruaan krijgt het dubbele van de dagelijkse aangevolen hoeveelheid calorieen binnen. Dit heeft geleid tot een obesitas-epidemie. Op maat van de BMI-index zijn Nauruanen de mensen met het meest overgewicht ter wereld: 97% van de mannen en 93% van de vrouwen hebben overgewicht of zijn zwaarlijvig. Hierdoor lijden veel Nauruanen aan kwalen die hiermee samenhangen, zoals type 2 diabetes, hart- en vaatziektes, en beroerten. Hoewel ook het roken wijdverbreid is wordt er minder melding gemaakt van typische rokersziekten als longkanker. Dit heeft waarschijnlijk te maken met het feit dat veel Nauruanen al overlijden aan de gevolgen van obesitas voordat ze longkanker kunnen ontwikkelen. Wel is het zeer waarschijnlijk dat het roken de gezondheidsproblemen door obesitas, met name hart- en vaatziekten, verergert.  
Nauru kampt derhalve met een volksgezondheidscrisis. De levensverwachting in Nauru bedroeg in 1999 60,6 jaar voor mannen en 68,0 jaar voor vrouwen. Deze relatief lage waarde komt niet alleen door de gezondheidsproblemen van de bevolking, maar ook de beperkte medische voorzieningen op het eiland. Bij ernstige gevallen is de nodige hulp vaak te laat. 

## Asielzoekerscentrum
Op Nauru is een asielzoekerscentrum dat enige jaren gesloten is geweest, maar in 2012 weer werd heropend. Het peperdure centrum wordt door Australië uitgebaat. Nauru krijgt in ruil van Australië een bedrag van 1,7 miljard, wat in 2012 in een vermeerdering van het Nauruaanse bnp met een factor 450 resulteerde. Daarnaast verschaft het centrum ook aan ongeveer 600 mensen werk, wat neerkomt op 1/8 van de werkzame bevolking. Nauru is het land dat het hoogste aantal asielprocedures afhandelt voor een ander land.
Er is internationaal kritiek op deze constructie vanwege de omstandigheden in het centrum en omdat Australië hiermee haar verantwoordelijkheid zou afschuiven. Ook in het Australische parlement heeft dit tot hoogoplopende discussies geleid.
In november 2012 bezocht een delegatie van Amnesty International het kamp en deze beschreef het als een ramp voor de mensenrechten.

## Wetenswaardigheden
Nauru is:
- Buiten Europa het kleinste land ter wereld
- Het enige land in Oceanië dat uit slechts één eiland bestaat
- Het kleinste land zonder buurlanden
- De kleinste eilandstaat
- De kleinste republiek
- Het kleinste land met een (internationale) luchthaven
- Het enige land met een nationaal voetbalelftal dat al zijn interlands heeft gewonnen (er is in de geschiedenis ook slechts één interland gespeeld)
- Het enige land buiten Europa (afgezien van stadstaten zoals Singapore) zonder officiële hoofdstad
- Het land met het hoogste percentage rokers
- Het land met het hoogste percentage diabetici
- Het land met het op een na hoogste percentage mensen lijdend aan obesitas, 71% van de bevolking en 94,5% van de volwassenen op Nauru lijdt aan overgewicht[9]
- Het land met het hoogste aantal postkantoren per hoofd van de bevolking
- Het land met het hoogste percentage aanhangers van het bahaigeloof. Het zijn er slechts enkele tientallen, maar op een relatief kleine bevolking.
- Het enige land naast Venezuela dat zowel Abchazië, Kosovo als Zuid-Ossetië erkent als onafhankelijke landen
- Het land met de op twintig na grootste voorraad fosfaat (500 000 ton). Dit was vroeger veel meer, maar door tientallen jaren fosfaatwinning is het meeste fosfaat op.